# 長鰭竹筴魚
長鰭竹筴魚（学名：Trachurus longimanus），為輻鰭魚綱鱸形目鱸亞目鰺科竹筴魚屬下的一個種，為溫帶海水魚，分布於東南大西洋及印度洋區的Vema海脊及西印度海脊的St. Paul與Amsterdam群島海域，深度75-125公尺，本魚體細長且側扁，身體、背部黃綠色，腹面銀白色，背鰭2個、尾鰭叉形，體長可達22公分，棲息在大洋或大陸棚，生活習性不明。